# Dicranomyia veternosa
Dicranomyia veternosa là một loài ruồi trong họ Limoniidae. Chúng phân bố ở miền Cổ bắc.